# باتراز خادارتسيف
باتراز خادارتسيف (بالروسية: Хадарцев, Батраз Сосланович)‏ (23 مايو 1993 بفلاديقوقاز في روسيا - ) هو لاعب كرة قدم روسي في مركز الوسط. لعب مع أنجي محج قلعة وسبارتاك فلاديكافكاز ونادي سيسكا موسكو ونادي توسنو.

## روابط خارجية
- باتراز خادارتسيف على موقع قاعدة بيانات كرة القدم.إي يو (الإنجليزية)
- باتراز خادارتسيف على موقع Soccerway.com (الإنجليزية)